# Shannon Boxx
Shannon Boxx, född 29 juni 1977 i Fontana i Kalifornien, är en amerikansk fotbollsspelare. Vid fotbollsturneringen under OS 2008 i Peking deltog hon i det  amerikanska lag som tog guld. Hon är syster till Gillian Boxx.